# Michael Fairman
Michael Eugene Fairman  (New York, 25 februari 1934) is een Amerikaans acteur en scenarioschrijver.

## Biografie
Fairman is getrouwd en heeft een zoon en dochter. Hij is lang lid geweest van de Scientologykerk en speelde in diverse promotiefilms, in 2011 verliet hij deze kerk.

## Filmografie

### Films
Selectie:
- 2007 Dead Silence – als Henry Walker
- 2001 Mulholland Drive – als Jason
- 2000 Thirteen Days – als Adlai Stevenson
- 1999 Forces of Nature – als Ricahrd Holmes
- 1996 Apollo 13 – als Edwin Aldrin sr.
- 1996 The Great White Hype – als Jerry Schwartz

### Televisieseries
Selectie:
- 2008-2017 The Young and the Restless – als Patrick Murphy – 188 afl.
- 2013-2015 Workaholics - als Gramps DeMamp - 2 afl.
- 2010 Sons of Anarchy – als Lumpy Feldstein – 3 afl.
- 2008-2009 Crash – als Lou Losky – 5 afl.
- 1986-1994 L.A. Law – als rechter Douglas McGrath – 15 afl.
- 1989-1990 Tour of Duty – als MG Edward Higgins – 3 afl.
- 1984-1988 Cagney and Lacey – als inspecteur Knelman – 17 afl.
- 1982-1984 Hill Street Blues – als Arnold Detweiler – 6 afl.
- 1982 The Powers of Matthew Star – als Mr. Heller – 4 afl.
- 1975-1980 Ryan's Hope – als Richie Graham / Nick Szabo – 61 afl.

### Scenarioschrijver
- 1988 Hercules - animatiefilm
- 1983 Found Money – film
- 1979-1982 WKRP in Cincinnati – televisieserie – 5 afl.

- International Standard Name Identifier: 0000 0000 3379 7408
- Library of Congress Control Number: n2001064804
- Virtual International Authority File: 53496911
- WorldCat: E39PBJkhK3HgPfrxHFXy8H74MP